# Алапаевская узкоколейная железная дорога
Алапа́евская узкоколе́йная желе́зная доро́га (АУЖД) — одна из крупнейших узкоколейных железных дорог с шириной колеи 750 мм на территории России, бывшего СССР и мира. Начальным пунктом узкоколейной железной дороги является город Алапаевск. Узкоколейка относится к категории лесовозных (раньше относилась к категории торфовозных и заводских).

## История
Дата открытия первого участка (Алапаевск — Мугай): 12 июля 1898 года. Строилась Алапаевским железоделательным заводом. Дорога является своеобразным историческим и техническим памятником. Максимальная протяжённость (в 1965 году) составляла 660 км .

### Современное состояние
В 2006 году протяжённость узкоколейки составляла около 270 километров, а в июне 2021 года — 177 километров. На Алапаевской узкоколейной железной дороге выполняются регулярные пассажирские перевозки. Узкоколейная железная дорога служит основным средством сообщения с сельскими населёнными пунктами: Ельничная, Строкинка, Муратково, Санкино, Калач. Основные грузовые перевозки производятся зимой, когда вывозится заготовленный лес (в основном из района Калача). Перевозят также грузы, необходимые для нужд населения.
Действует маршруты поездов (по состоянию на август 2021 года):
- № 1/2 Алапаевск — Санкино (3 вагона, 4 дня в неделю, от Алапаевска-2 в понедельник, четверг, пятницу и воскресенье, обратно из Санкино в понедельник, вторник, пятницу и субботу)[3]
- № 3/4 Санкино — Калач (1 вагон чт, пт, вс)
- № 5/6 Алапаевск — Синячиха
- № 7/8 Синячиха — Строкинка.

С октября 2021 года в обращение введён поезд № 9/10 Синячиха — Ельничная — Берёзовка, рейсы выполняются 2 и 4 неделю месяца по вторникам и четвергам.
Билет в жёсткий вагон с сидячими местами от Алапаевска до Синячихи стоит в 2023 году 26 рублей, в плацкартный на 16 мест с боковыми полками — 44, до Ельничной, соответственно, 48 и 80, до Санкино — 94 и 160 рублей.
АУЖД — единственный путь сообщения с лесными посёлками. В 2011 году выделили 16 миллионов рублей, деньги израсходованы на приобретение трёх двигателей на тепловозы ТУ7А и ТУ4, смонтирована радиосвязь на все станции и рабочие тепловозы, отремонтированы три вагона, отремонтирован мост в Санкино, заменено 30 тысяч шпал. Председатель Правительства Свердловской области пообещал выделить в течение ближайших двух лет ещё около 50 млн рублей на ремонт АУЖД, а также на закупку новых тепловозов и вагонов.
В декабре 2014 года на Алапаевскую узкоколейную железную дорогу поступили, и с начала 2015 на поезде № 1/2 курсируют новые — тепловоз ТУ7А-3367 и два плацкартных вагона ВП750, уникальные для узкоколейных линий.
В 2016 году перевезено немногим менее 13 тысяч пассажиров, в 2015 году — около 16 тысяч, в 2014-м — почти 17.

## Станции и остановочные пункты

Схема линий

### Главная линия Алапаевск — Калач
- Алапаевск-2. Главный вокзал дороги. Нынешняя станция открыта в 1999 году, после закрытия прежнего вокзала на улице III Интернационала и демонтажа линии к нему. Новый вокзал расположен рядом с депо. Путевое развитие на станции минимально. У тупика главного пути расположен пассажирский перрон.
- Красная-2. Крупнейшая по путевому развитию станция дороги, начинается сразу за станцией Алапаевск-2 и выездом из депо. Пассажирских платформ нет.
- Болотная. Станция полностью ликвидирована.
- Советская (в настоящее время именуется пост 21 км). Бывшее примыкание ответвления на Зенковку (линия разобрана). Станционные пути разобраны, остановки нет.
- Тимошино. Остановка по требованию в одноимённой деревне.
- Синячиха. Станция в посёлке Верхняя Синячиха ликвидирована в 2000 году, восстановлена в 2013 для оборота туристических поездов. Рядом со станцией — пересечение с ширококолейной линией на Верхнесинячихинский металлургический комбинат.
- Больница. Остановочный пункт в Верхней Синячихе.
- Угольная. Действующая станция, на вокзале действуют зал ожидания и билетная касса. После станции линия проходит по путепроводу над магистральной ширококолейной линией Алапаевск — Серов.
- Осиновка. Станция полностью ликвидирована, посёлок выселен.
- Рублиха. Станция полностью ликвидирована, посёлок выселен.
- Ельничная. Бывшая узловая станция — от неё начиналось ответвление на Гаранинку (полностью разобрано). На станции работает депо, обслуживающее восточные ветви.
- Строкинка. Станция ликвидирована, действует остановочный пункт. По состоянию на 2007 год, станция действовала, были стрелки и 2 пути.
- Чернышовка. Действующая узловая станция — ответвление на Берёзовку и Кыртомку (ликвидирован). Одноимённый посёлок ликвидирован.
- Паньшино. Станция полностью ликвидирована, посёлок выселен.
- Октябрь. Станция полностью ликвидирована, посёлок выселен. До начала 2000-х гг. станция действовала.
- Подкур. Станция полностью ликвидирована, посёлок выселен.
- Муратково. Действующая станция.
- Санкино. Действующая станция, депо. Пересадка на поезд до станции Калач.
- Переезд. Остановочный пункт в посёлке Санкино.
- 135 км. Разъезд. Населённых пунктов нет, поезда не останавливаются.
- Шемейное. Разъезд у бывшего посёлка Шемейное, ликвидированного ещё в 1970-е гг.
- Калач. Конечный пункт линии. Депо закрыто в 2007 г. За станцией пути продолжаются ещё примерно на 1 км и обрываются.

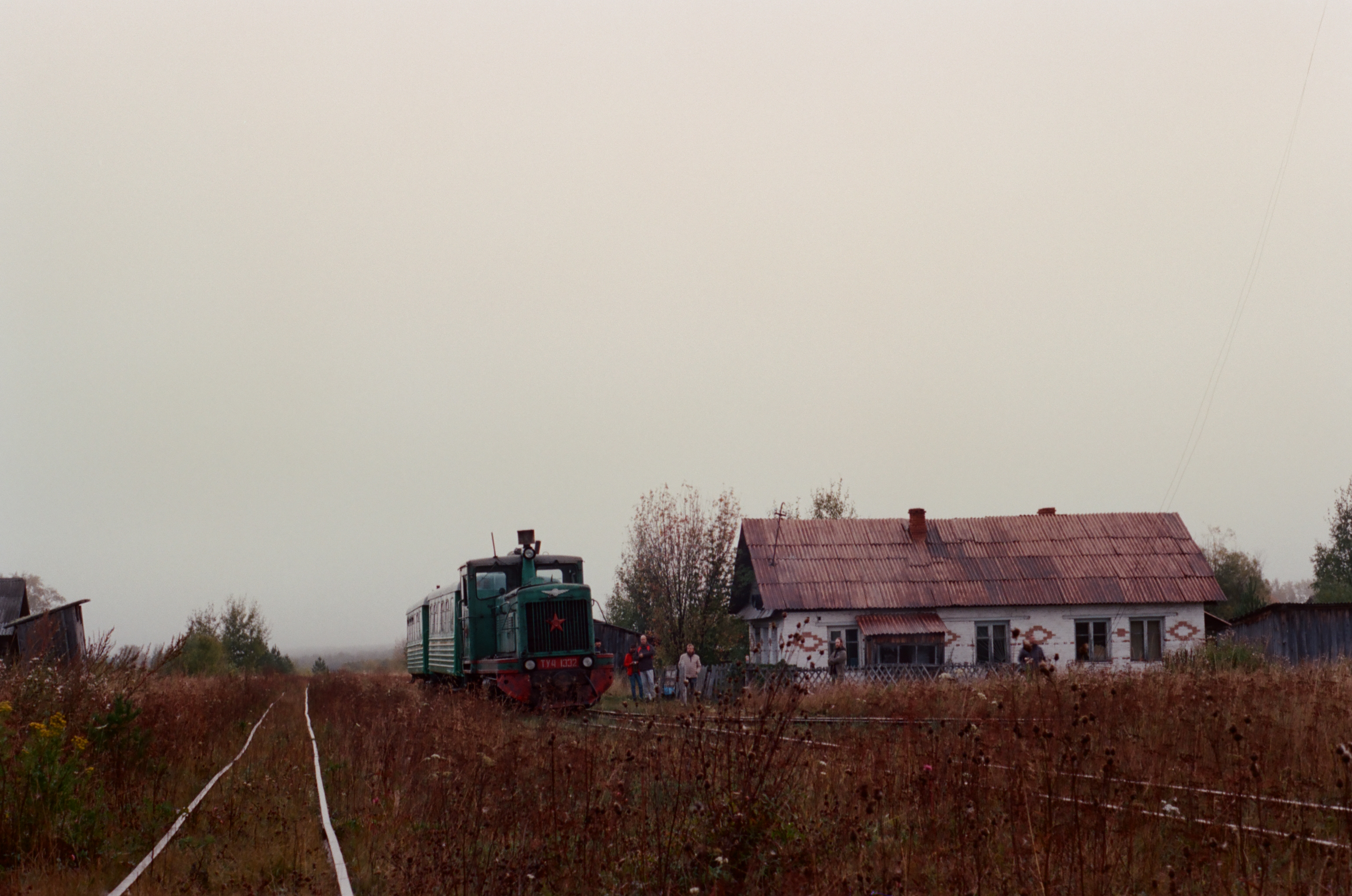
Станция Калач (2022)

### Действующие ответвления
- Чернышевка — Кыртомка — Берёзовка. С 2015 года поезда не ходили, в 2021 линия восстановлена.

### Разобранные ответвления
- Гаранинка. В начале 2013 года полностью демонтирована.
- Мугай
- Зенковка. Разобрана в 2008 году.
- Северка
- Ясашная. Демонтаж пути завершен в 2005 году
- Озеро
- Сусан. Закрыта и разобрана в 90х годах.
- Бобровка. Бывшая станция, в настоящее время — остановочный пункт. Полностью демонтирована.

#### Длина линий
Алапаевск-2 — Калач: 150 км
Ветвь Чернышевка — Кыртомка — Берёзовка: 27 км

## Подвижной состав

### Локомотивы
- ТУ2 — № 169 — памятник, депо в Алапаевске
- ТУ2 — № 249 — переоборудован в путевую машину
- ТУ4 — № 1332, 1452, 1637, 1794, 1800, 1828, 2881, 3088
- ТУ4 — FISKARS — оборудован подъёмным оборудованием производства компании FISKARS
- ТУ6А — № 2526, 2896
- ТУ7 — № 1659, 1915, 2083, 2386, 2388, 3367
- ТУ8 — № 0010 — тепловоз имеет ложный номер ТУ8-0010

### Вагоны
- Крытые вагоны
- Хопперы-дозаторы
- Вагоны-самосвалы
- Вагоны платформы
- Вагоны цистерны ВЦ20
- Пассажирские вагоны ПВ40 — жесткий
- Пассажирские вагоны ВП750 — плацкартный

### Путевые машины
- Дрезины ПД-1, СМД-1
- Снегоочистители СО-750

### Частные средства передвижения
Местные жители передвигаются по путям на небольших самодельных «пионерках».

### Современный туризм на АУЖД
- Туристы могут арендовать специальный мягкий туристический вагон для проведения экскурсии по всему действующему участку железной дороги. В основном, туристические группы возят до Верхней Синячихи в субботу днем.
- Командой квадроциклистов из Екатеринбурга в целях популизации и развитии туризма на АУЖД, при содействии администрации АУЖД, в июле 2017 года совершен квадропоход вдоль линии железной дороги от Верхней Синячихи до ст. Калач с посещением всех исчезнувших и существующих поселков и Кыртомского Крестовоздвиженского монастыря, затерянного в бескрайних болотах. Фотоотчет о квадропоходе.

## Фотогалерея

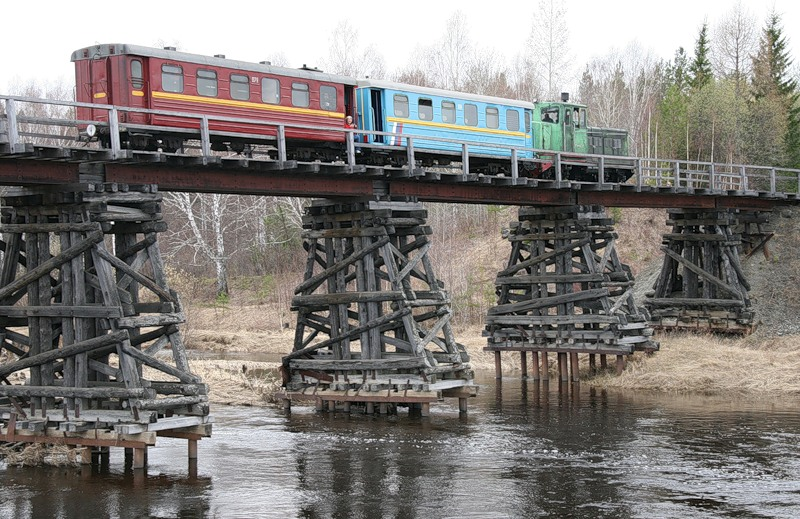
ТУ4-1452 с поездом на мосту через реку Кыртомка
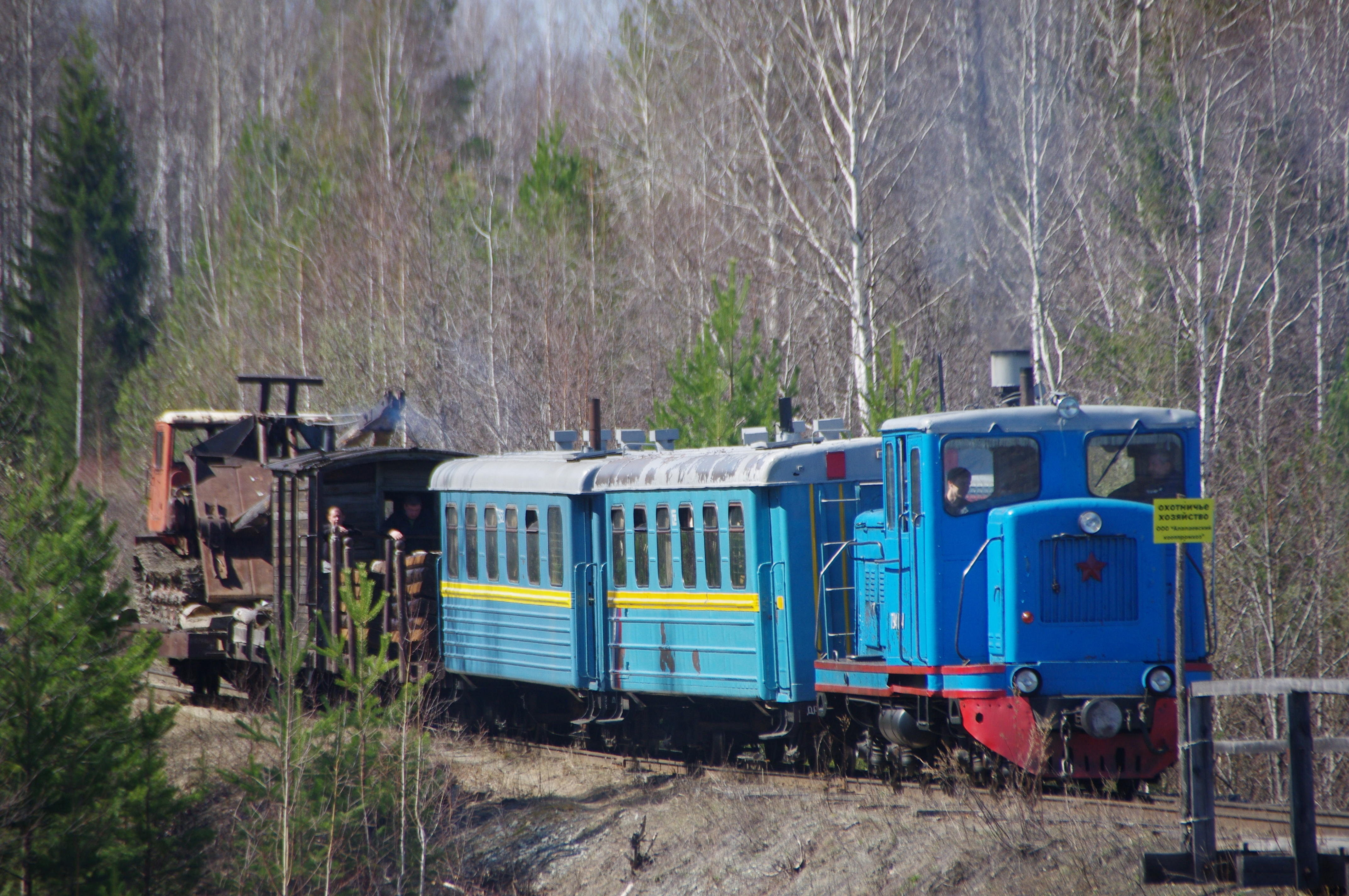
ТУ4-1794 с грузопассажирским поездом на платформе трактор ТТ-4
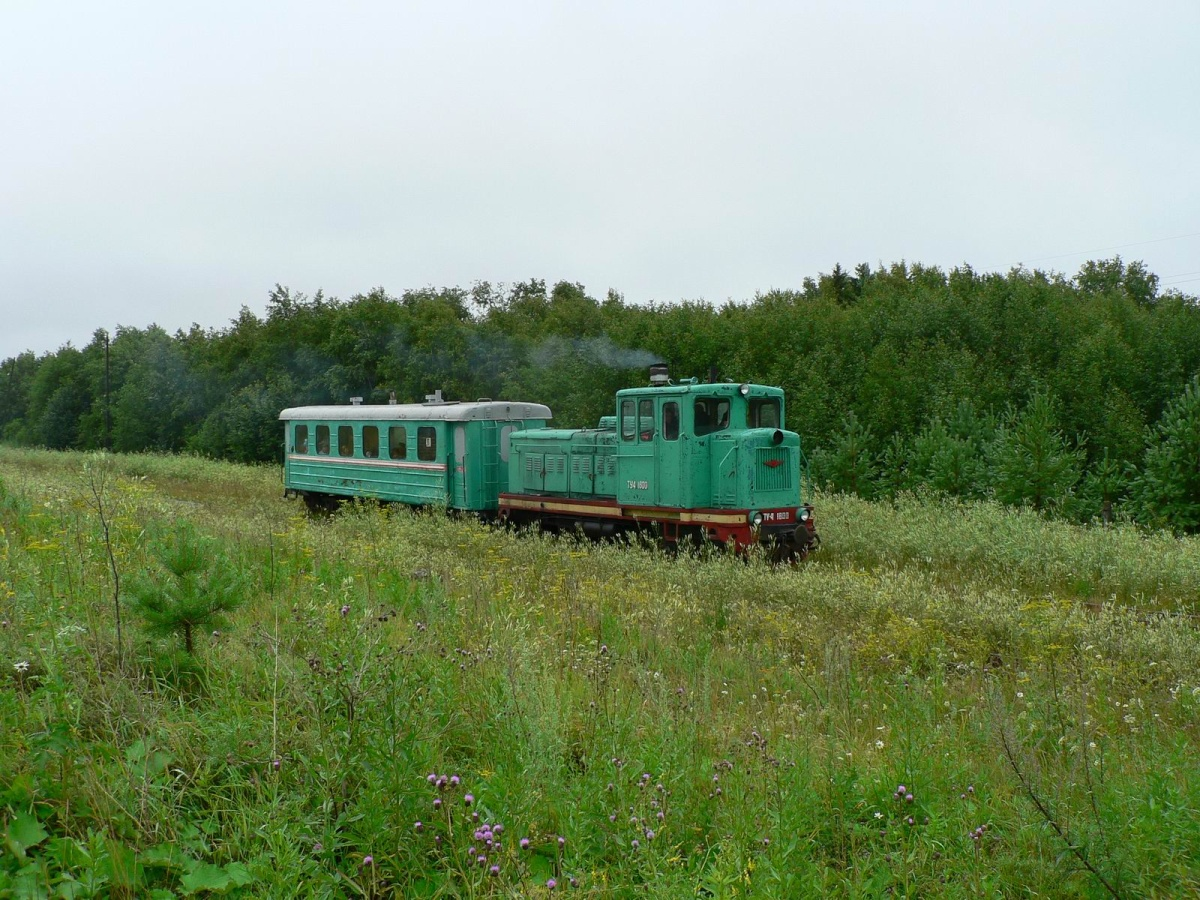
ТУ4-1800 с пассажирским поездом на перегоне Угольная — Ельничная
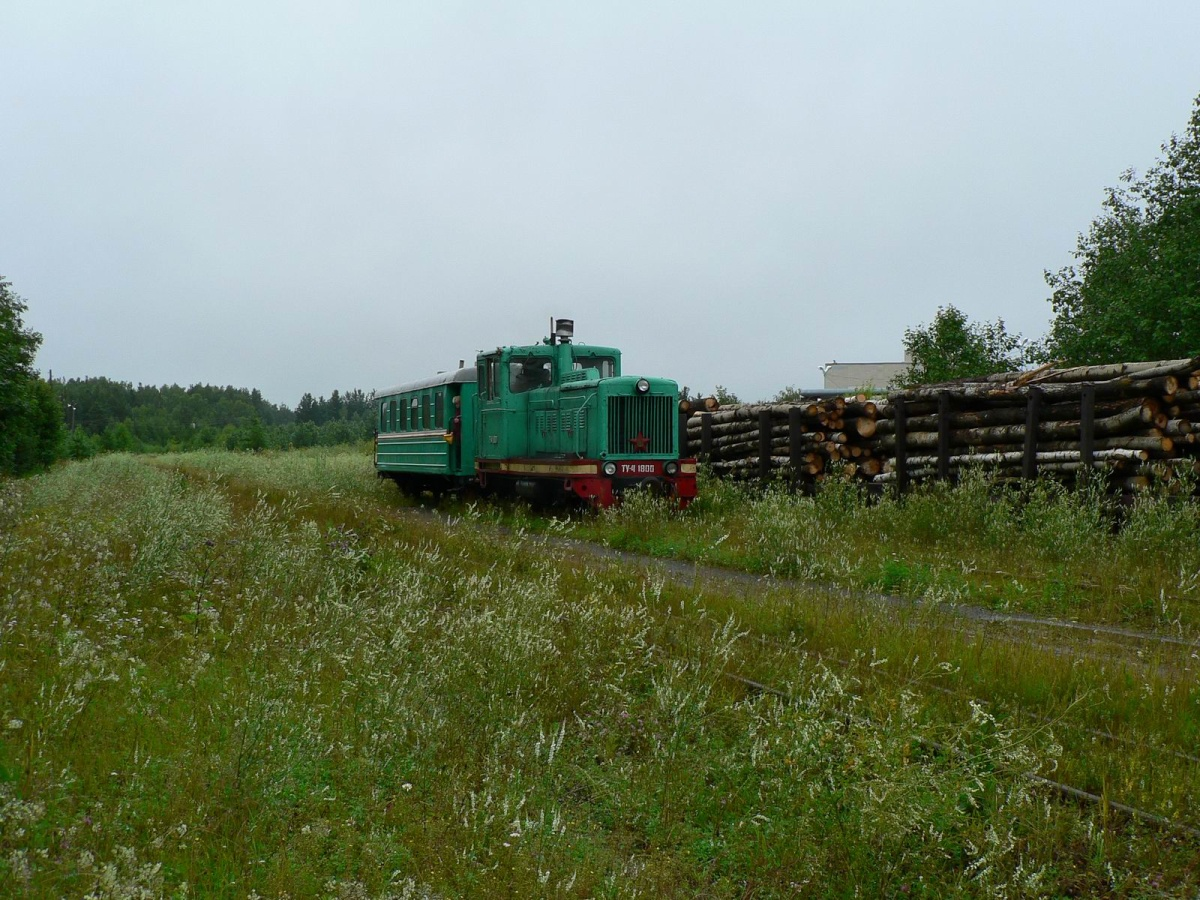
ТУ4-1800 прибывает с пассажирским поездом на станцию Угольная
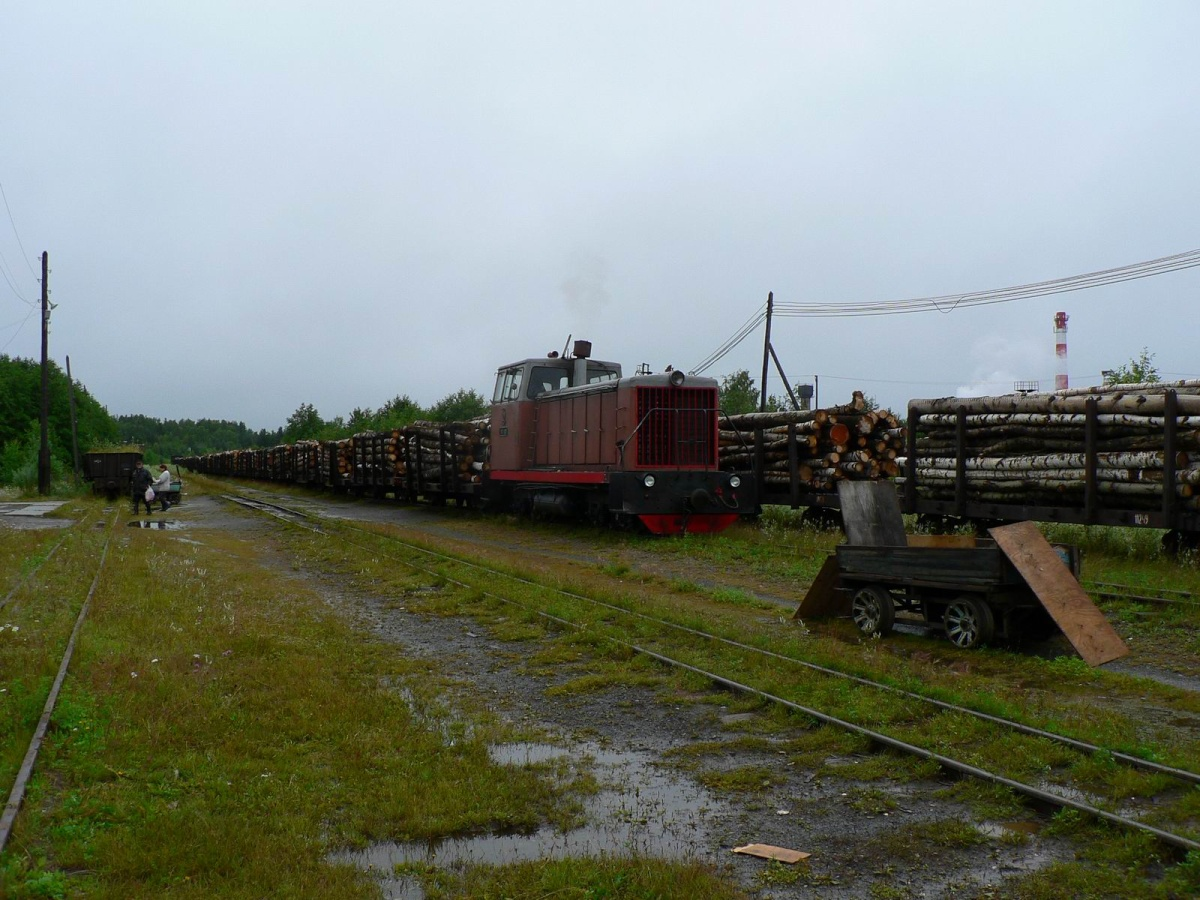
ТУ7-1915 прибывает с грузовым поездом на станцию Угольная
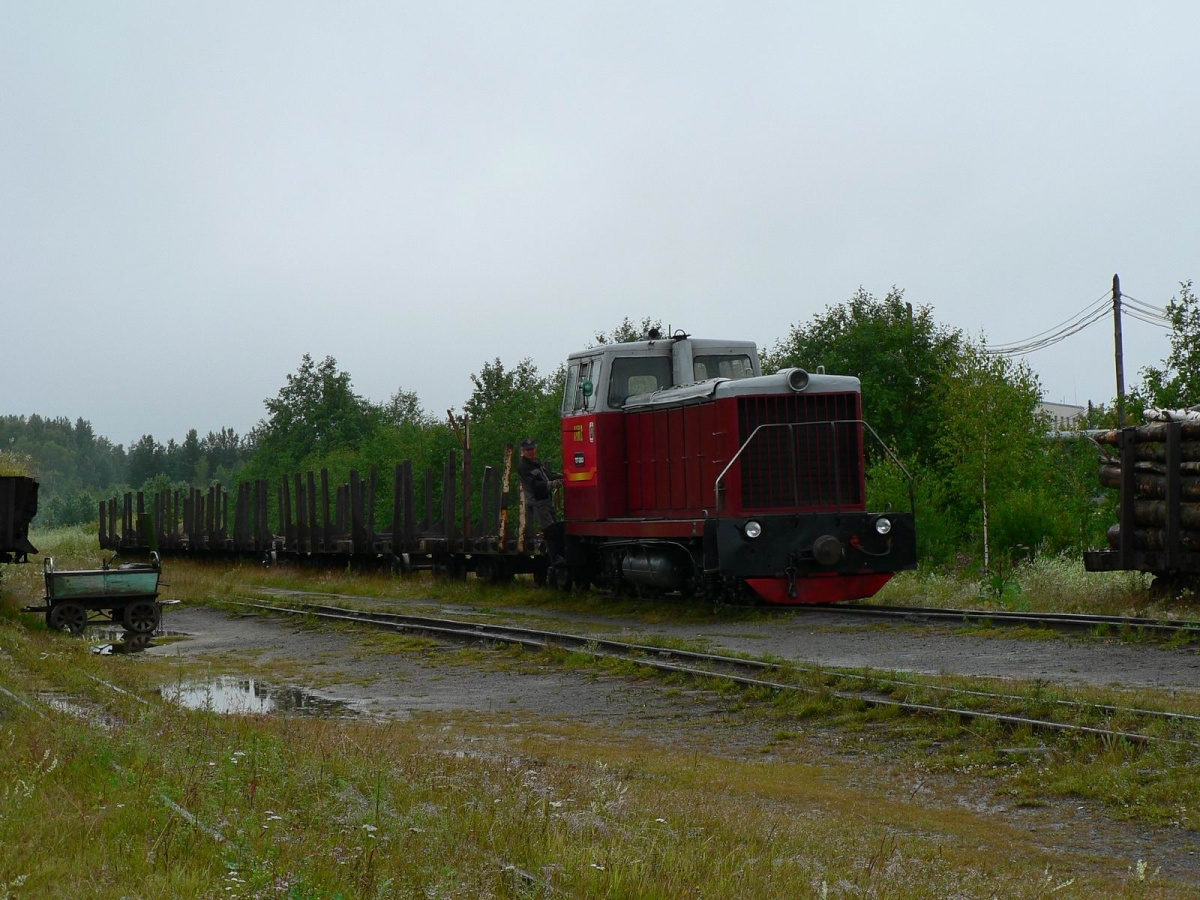
ТУ7-2083 прибывает с порожним грузовым поездом на станцию Угольная
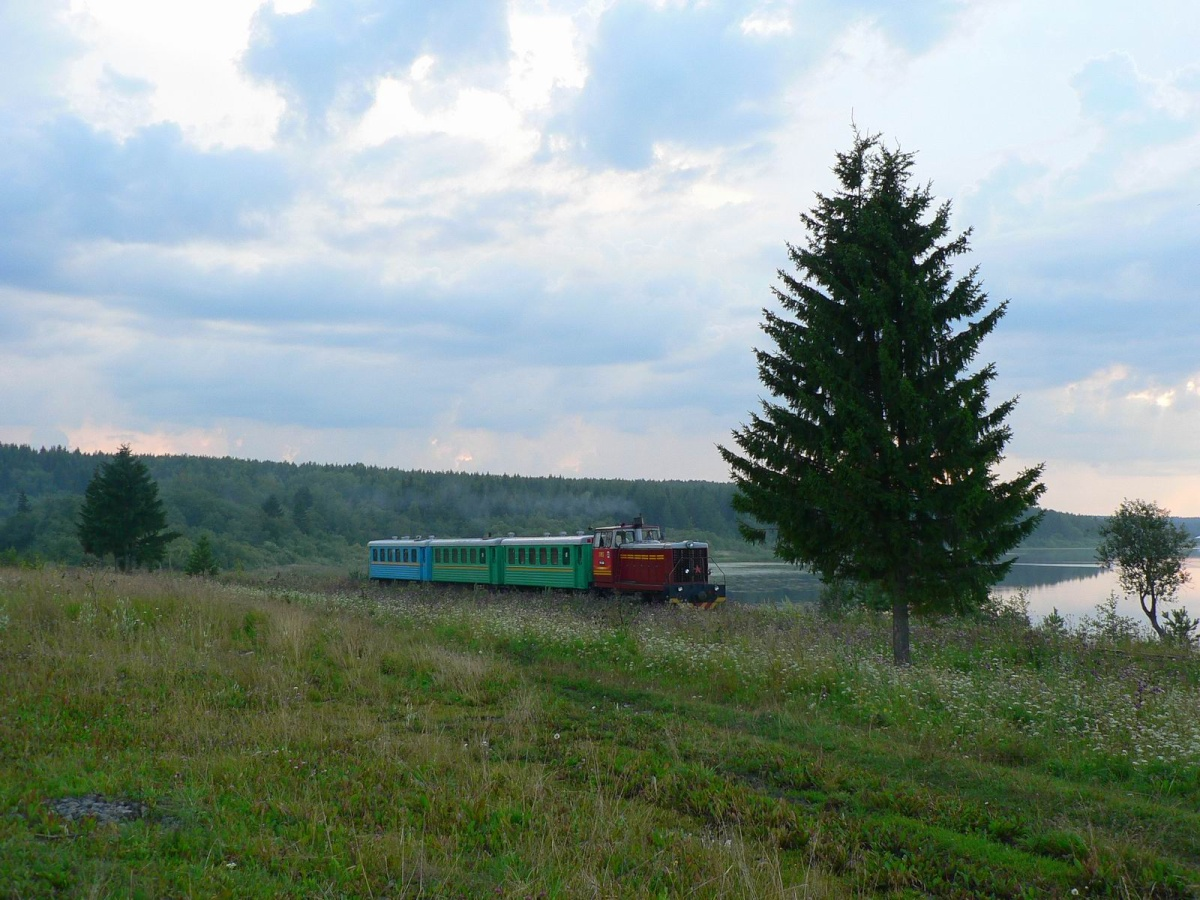
ТУ7-2388 с пассажирским поездом на перегоне Алапаевск — Синячиха
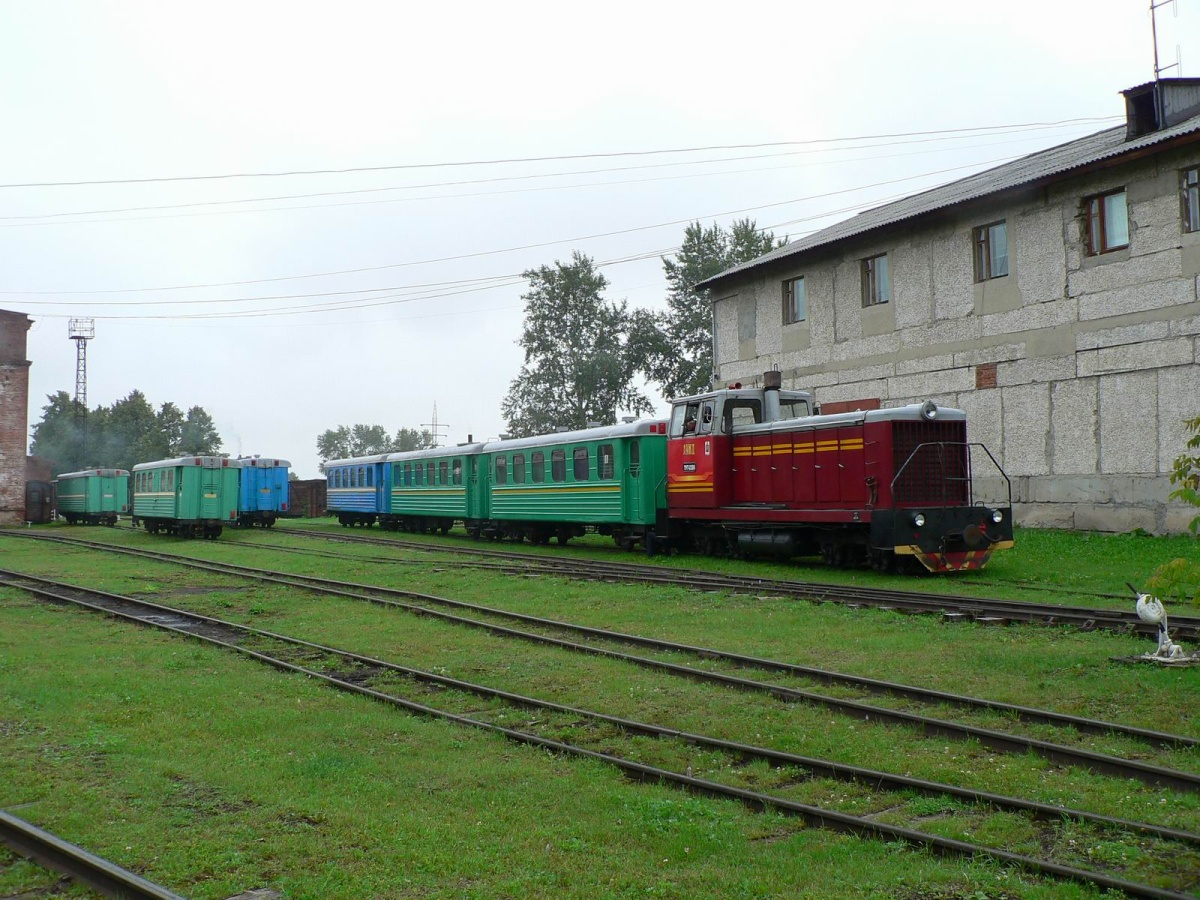
ТУ7-2386 на маневрах на территории депо в Алапаевске
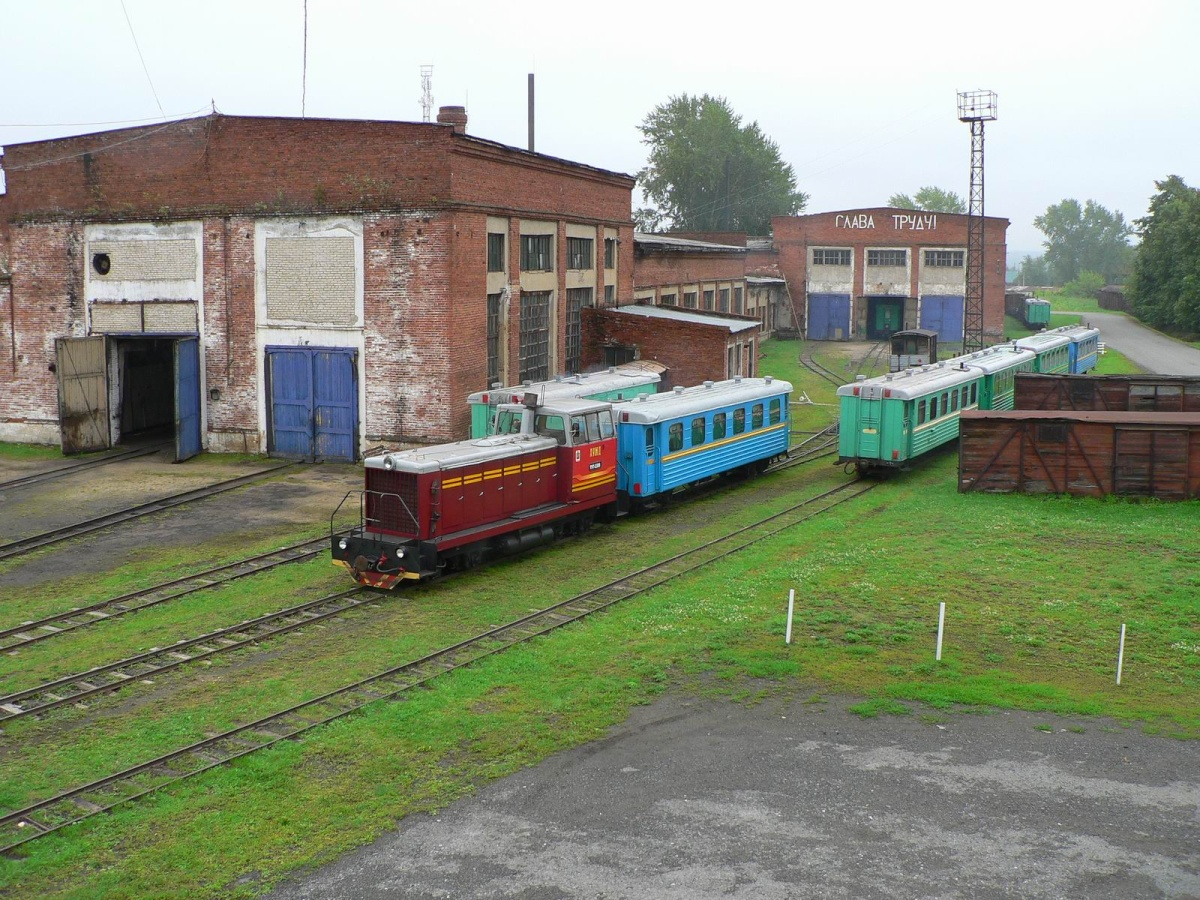
ТУ7-2386 на маневрах на территории депо в Алапаевске
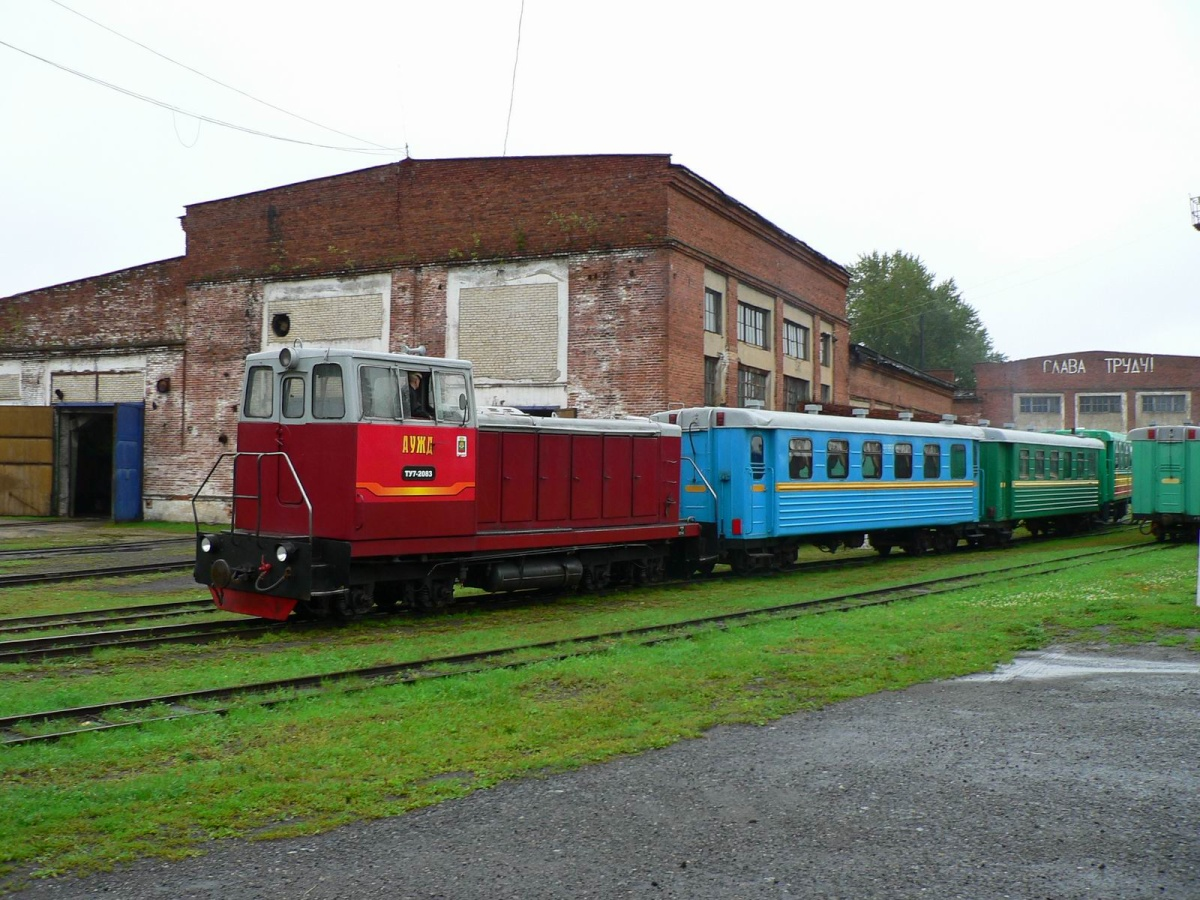
ТУ7-2083 делает маневры на территории депо в Алапаевске
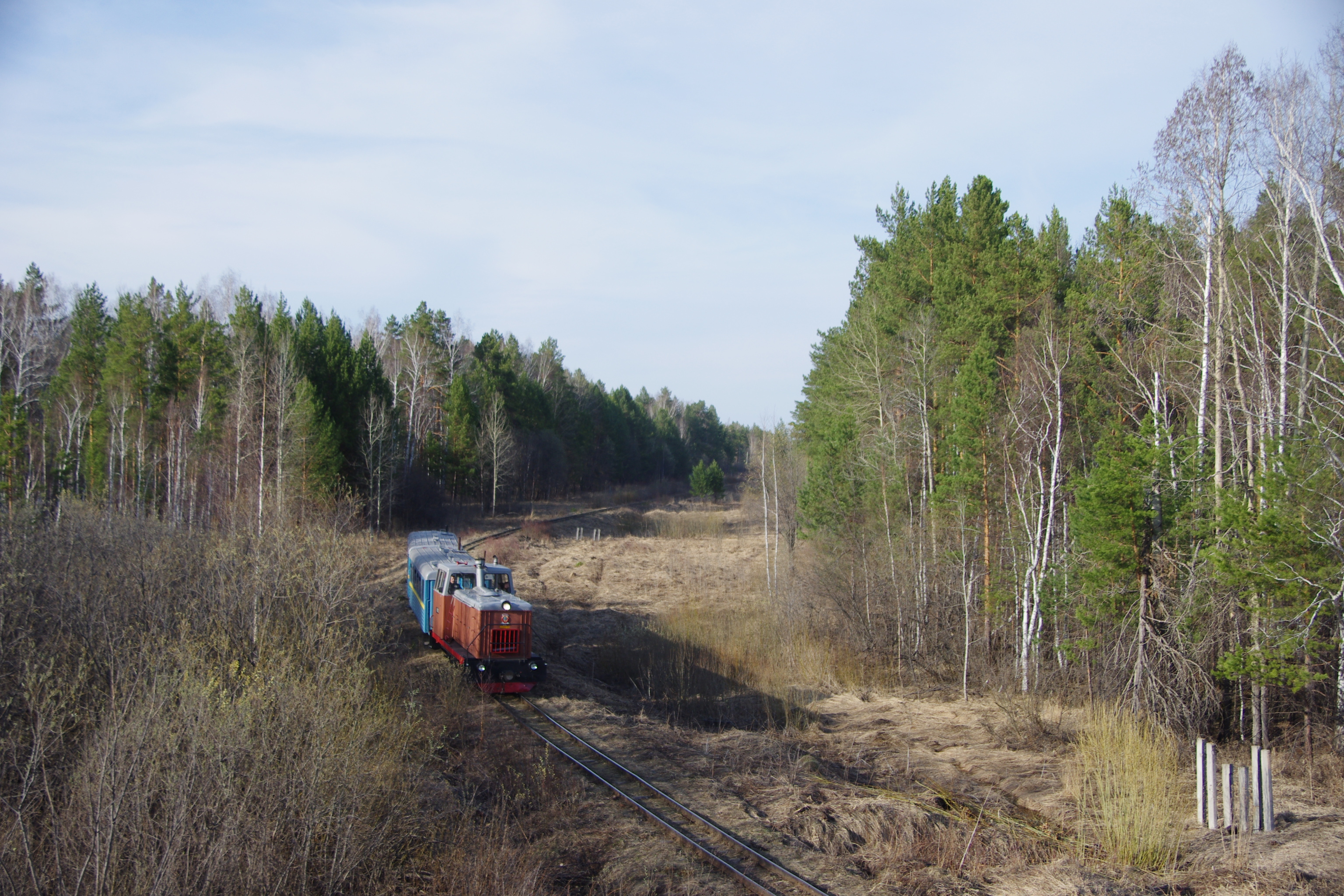
ТУ8-0010 с туристическим поездом на перегоне Красная-II — Синячиха